# سكاي بلاكلي
سكاي أميل بلاكلي (من مواليد 4 فبراير 2005) هي لاعبة جمباز فني أمريكية وعضوة في الفريق الفائز بالميدالية الذهبية في بطولة العالم للجمباز الفني 2022 وبطولة العالم للجمباز الفني 2023، والميدالية الفضية في بطولة الألعاب الأمريكية 2022، والميدالية البرونزية في بطولة العالم للجمباز الفني للناشئين 2019.
تنافست في تجارب بطولة العالم للناشئين حيث احتلت المركز الأول في كل شيء وتم اختيارها للفريق للتنافس في بطولة العالم للناشئين الافتتاحية إلى جانب كايلا دي سيلو وسيدني باروس. أثناء وجودها هناك، ساعدت الولايات المتحدة على الفوز بالميدالية البرونزية للفريق وسجلت فرديًا سابع أعلى نتيجة في الشامل لكنها لم تحصل على مركز بسبب حصول دي سيلو وباروس على مركز أعلى. خلال نهائيات الحدث احتلت المركز الرابع على العارضة غير المتساوية والخامس في تمارين الأرض.